# Distrikt Junín
Der Distrikt Junín liegt in der Provinz Junín in der Region Junín in Zentral-Peru. Der Distrikt hat eine Fläche von 870 km². Beim Zensus 2017 wurden 10.976 Einwohner gezählt. Im Jahr 1993 lag die Einwohnerzahl bei 16.643, im Jahr 2007 bei 12.088. Sitz der Distriktverwaltung ist die auf einer Höhe von 4107 m nahe dem Südufer des Junín-Sees gelegene Provinzhauptstadt Junín mit 9755 Einwohnern (Stand 2017).

## Geographische Lage
Der Distrikt Junín liegt im Süden der Provinz Junín. Der Distrikt liegt im Andenhochland an der Westflanke der peruanischen Zentralkordillere am Südostufer des Junín-Sees. See und Seeufer liegen innerhalb der Reserva Nacional de Junín. Knapp 6 Kilometer südlich der Stadt Junín befindet sich das Santuario Histórico de Chacamarca mit einem Kriegerdenkmal.
Der Distrikt Junín grenzt im Nordwesten an den Distrikt Ondores, im Norden an den Distrikt Carhuamayo, im Osten an die Distrikte Ulcumayo und San Pedro de Cajas, im Süden an die Distrikte La Unión und Paccha sowie im Westen an die Distrikte Marcapomacocha und Santa Bárbara de Carhuacayán.